# مارتينا سوشا
مارتينا سوشا (ولدت 20 نوفمبر, 1980 في نوفي زامكي) هي لاعبة تنس محترفة من سلوفاكيا.
بطول 1.70 متر (5 اقدام و 7 انش) وتزن 57 كيلو (126 رطل). وتلعب باليد اليمنى وباليدان من اجل الضربة ا لخلفية.
وصلت سوشا في 22 أبريل, 2002 إلى أعلى ترتيب لها في رابطة مخترفات التنس في المرتبة رقم 37.

## روابط خارجية
- مارتينا سوشا على موقع رابطة محترفات التنس (الإنجليزية)
- مارتينا سوشا على موقع الاتحاد الدولي لكرة المضرب (الإنجليزية)
- مارتينا سوشا على موقع كأس بيلي جين كينغ (الإنجليزية)
- مارتينا سوشا على موقع خلاصة التنس.كوم (الإنجليزية)
- مارتينا سوشا على موقع اللجنة الأولمبية الدولية (الإنجليزية)
- مارتينا سوشا على موقع أوليمبيديا (الإنجليزية)
- مارتينا سوشا على موقع اللجنة الأولمبية السلوفاكية (السلوفاكية)